# Majki (gmina)
Majki – dawna gmina wiejska istniejąca do 1954 roku w woj. warszawskim. Nazwa gminy pochodzi od wsi Majki, lecz siedzibą władz gminy były: do 1939 Łęg Kościelny, a po wojnie Łęg Probostwo.
W okresie międzywojennym gmina Majki należała do powiatu płockiego w woj. warszawskim. Po wojnie gmina zachowała przynależność administracyjną. Według stanu z 1 lipca 1952 roku gmina składała się z 25 gromad.
Gminę zniesiono 29 września 1954 roku wraz z reformą wprowadzającą gromady w miejsce gmin. Jednostki nie przywrócono 1 stycznia 1973 roku po reaktywowaniu gmin, a jej dawny obszar wszedł głównie w skład gmin Bielsk i Drobin (powiat płocki) oraz gminy Zawidz w powiecie sierpeckim w tymże województwie.